# Lista de formações geológicas de Marte vistas pela sonda Spirit
Segue abaixo uma lista de formações geológicas de Marte vistas pela sonda Spirit:

## Hills
- Colinas Apollo 1
- Colinas Columbia
- Colina Grissom
- Colina Husband
- Colina McCool

## Crateras
- Cratera Bonneville
- Cratera Gusev
- Cratera Thira

## Rochas
- Adirondack (Marte)
- Pot of Gold (Marte)

## Miscelânea
- Home Plate
- Larry's Lookout
- Sleepy Hollow (Marte)